# Scythropiodes
Scythropiodes is een geslacht van vlinders van de familie Lecithoceridae.

## Soorten
- S. seriatopunctata Matsumura, 1931
- S. unimaculata Matsumura, 1931